# Genexpressie

Genen komen tot expressie doordat ze worden overgeschreven naar een mRNA-molecuul, dat vervolgens wordt vertaald naar een specifiek eiwit

Genexpressie is het tot uitdrukking brengen van bepaalde genen en kan ook het fenotype beïnvloeden. Als een gen uit het DNA wordt omgezet naar RNA en vervolgens wordt vertaald naar een aminozuursequentie waaruit een eiwit ontstaat, komt een gen tot uiting. Genen coderen niet alleen voor eiwitten, maar ook voor functionele RNA-moleculen, zoals transfer-RNA en ribosomaal RNA. Verschillen in genexpressie zijn wat een cel een eigen gedifferentieerde karakter of functie geeft. Het reguleren van de genexpressie maakt het voor cellen mogelijk om verschillende eiwitten te produceren op het moment dat de cel ze nodig heeft. 
Genexpressie komt voor bij alle bekende levensvormen. Zowel prokaryoten (bacteriën en archaea) als eukaryoten passen hun genexpressie aan als milieufactoren veranderen. Genexpressie is van groot belang tijdens de groei, omdat het betrokken is bij zowel celdeling als celdifferentiatie. Bij de ontwikkeling van meercellige eukaryoten van een zygote tot een volwassen individu, moeten afhankelijk van het weefsel waar de cel deel van uit gaat uitmaken, de juiste genen op het juiste moment en de juiste plaats tot uiting komen. Het fenotype wordt bepaald door de synthese van eiwitten waaruit het organisme is opgebouwd en door synthese van enzymen die specifieke aspecten van de stofwisseling katalyseren. Bij alle organismen wordt de genexpressie geregeld door regulatorgenen. In prokaryoten activeren regulatorgenen een repressor-gen dat hierdoor een repressor maakt. In eukaryoten coderen regulatorgenen voor bepaalde transcriptiefactoren die genexpressie reguleren.

## Regulatie

### Genregulatie bij prokaryoten
In prokaryoten bevatten structuurgenen de informatie voor eiwitsynthese in de ribosomen. Langs structuurgenen kan transcriptie plaatsvinden voor de vorming van mRNA, tRNA en rRNA. Onder invloed van deze RNA-moleculen worden in de ribosomen eiwitten gesynthetiseerd. Bij veel prokaryoten coderen bepaalde structuurgenen voor enzymen. Een voorbeeld is een enzym betrokken bij de vertering en opname van lactose. Als dit niet aanwezig is, vindt er geen transcriptie plaats van deze genen. Er is namelijk een repressor gebonden aan de operator die in het DNA vóór de structuurgenen ligt. RNA-polymerase dat gebonden is aan de promotor wordt daardoor geblokkeerd en kan de structuurgenen niet aflezen. Een regulatorgen codeert voor het repressormolecuul. Repressormoleculen kunnen behalve met de operator ook een binding aangaan met de inductor, in dit geval lactose. Als er wel lactose aanwezig is, bindt dit aan de repressor. De repressor laat hierdoor los van het DNA waardoor de operator vrijkomt. RNA-polymerase kan nu langs de operator om de structuurgenen te lezen. Hiermee kunnen ribosomen gewenste enzymen synthetiseren. Door de aanwezigheid van lactose komen structuurgenen tot expressie. Doordat de inductor vaak het substraat is van de enzymen die onder invloed van de structuurgenen worden gesynthetiseerd, vindt regulatie van de genexpressie automatisch plaats.

### Genregulatie bij eukaryoten
In eukaryoten coderen regulatorgenen voor transcriptiefactoren. RNA-polymerase werkt alleen als bepaalde transcriptiefactoren gebonden zijn aan de promotor. De plaats van een stamcel in het embryo bepaalt welk regulatorgen wordt aangezet en daardoor welke transcriptiefactor er wordt gemaakt. Als deze bindt aan een specifieke sequentie in het DNA van de stamcel, komt er een bepaalde set genen tot expressie. Zo ontstaan er, door een aaneenschakeling van genregulatie en genexpressie, verschillende gespecialiseerde cellen, weefsels en organen.

## Genexpressiecontrole

### Transcriptiecontrole
De mate van transcriptie kan op verschillende manieren beïnvloed worden. Negatieve regulatie is onder meer mogelijk door het binden van repressors of silencers aan het DNA, epigenetische veranderingen op het DNA of histonmodificaties. Positieve controle is onder andere mogelijk met enhancers, activatoren en co-activatoren. Ook is de expressie van sommige genen in prokaryoten geremd door vroegtijdig afbreken van de transcriptie.

### RNA-processingcontrole
Tijdens de RNA-processing wordt het pre-mRNA omgezet in mRNA. Bij eukaryoten kunnen door splicing meerdere mRNA's (en dus eiwitten) uit één gen gemaakt worden. De splicing kan zowel door splicing-repressors als splicing-enhancers worden beïnvloed. Niet-functionele mRNA's zorgen voor negatieve regulatie van de genexpressie. Ook zal door het achterwege blijven van de aanleg van een poly-A-staart of 5'-cap-structuur het (pre-)mRNA snel worden afgebroken.

### RNA-transportcontrole
Om uiteindelijk zijn functie te kunnen uitvoeren moet een (m)RNA vrijwel altijd de celkern verlaten door een kernporie. De RNA's kunnen echter alleen de kernporie passeren als zij bepaalde eiwitten hebben gebonden. Afwezigheid van deze eiwitten of de afwezigheid van een bindingsmogelijkheid zorgt ervoor dat het RNA de celkern niet verlaat.

### Translatiecontrole
Bij de translatie wordt de mRNA-sequentie vertaald in een aminozuurvolgorde door het ribosoom. De translatie is het meest efficiënt als de Shine-Dalgarno- (in prokaryoten) of Kozak-sequentie (in eukaryoten) in het RNA gelijk zijn aan de ideale sequentie. Wijken deze sequenties af van het ideaal dan neemt de affiniteit ook af, met minder eiwitsynthese tot gevolg. Ook kan de translatie geremd worden door het startcodon (AUG) onbereikbaar te maken voor het ribosoom door onder andere afdekken met een RNA-bindend eiwit of een klein RNA-fragment.